# SNES CD
Lo SNES CD, SNES-CD o Super NES CD-ROM (o simili, non essendo mai stato dichiarato un nome ufficiale), anche noto in Giappone come Super Famicom CD-ROM Adapter, è un progetto di lettore CD per la console da videogiochi Super Nintendo Entertainment System (SNES), mai completato, che avrebbe aggiunto in alternativa alle normali cartucce il supporto di un formato basato sui CD-ROM, noto come Super Disc.
La periferica avrebbe consentito l'esecuzione di videogiochi più elaborati, dotati di veri doppiaggi dei personaggi e di filmati digitali, una possibilità che all'epoca dell'ideazione avevano soltanto i personal computer più attrezzati. L'annuncio iniziale del sistema venne dato dalla Nintendo nel 1991, ma il progetto venne abbandonato nel 1993.
Lo SNES-CD venne sviluppato in una joint venture tra Nintendo e Sony. All'interno delle aziende il progetto venne anche denominato Super NES CD-ROM System. Oltre che come periferica, Sony prevedeva di distribuire il lettore integrandolo in una console ibrida con lo SNES, la PlayStation, in maniera simile con quanto fatto da Sharp con il Twin Famicom e da NEC con il TurboDuo. Una collaborazione stipulata in seguito da Nintendo con Philips portò alla chiusura del progetto e alla pubblicazione di alcuni giochi a tema Nintendo per il CD-i. Dopo il fallimento del progetto, Sony iniziò lo sviluppo di una propria console usando il nome PlayStation. La prima PlayStation divenne poi il principale concorrente della successiva console di Nintendo, il Nintendo 64.

## Caratteristiche
Della periferica in progetto vennero divulgati soltanto dei disegni; il lettore si sarebbe dovuto agganciare al di sotto del Super Nintendo, formando un blocco unico, con il vassoio CD estraibile sul davanti. Nella versione iniziale del progetto il vassoio era sul fianco.
Per il lettore era previsto l'uso dello standard CDROM/XA, notevole perché avrebbe permesso la lettura contemporanea di dati e di audio, e quindi un accompagnamento costante dei giochi con sonoro da CD; gli accessori analoghi già usciti per le console concorrenti, ossia Sega Mega CD e CD-ROM², non avevano questa possibilità e dovevano alternare l'audio da CD all'audio generato in modo tradizionale dalla console.
Inoltre il sistema avrebbe aggiunto la possibilità di zoom e rotazione degli sprite (mentre il Super Nintendo di base ha questa capacità solo sulla grafica di sfondo) e un apposito coprocessore per la generazione della computer grafica 3D in tempo reale.
Oltre a collegare la periferica, nella console si sarebbe dovuta inserire una cartuccia di sistema contenente RAM, ROM e un proprio chip grafico. Si dichiarava che il BIOS di sistema avrebbe contenuto 9 megabit di RAM.
La Nintendo sperava in seguito di creare un formato software supplementare che fosse compatibile anche con la console CD-i della Philips.

## Videogiochi
Nel 1992 furono annunciati almeno tre titoli: Super Mario CD, Zelda CD e un altro che, almeno in principio, non venne rivelato.
Secret of Mana, uscito per Super Nintendo nel 1993, era stato inizialmente progettato per lo SNES CD, ma quando si iniziò ad abbandonare l'idea della periferica, a sviluppo del gioco già avanzato, lo si riconvertì per la console non espansa; secondo il designer Koichi Ishii si dovette tagliare circa il 40% dei contenuti per adattarlo alla normale cartuccia.
Nel 1993 la Argonaut Games dichiarò che stava sviluppando Wayne's World, tratto dal film Fusi di testa, che avrebbe contenuto video provenienti dal film.
Secondo un programmatore della Gremlin Graphics, Litil Divil, uscito nel 1993 per PC, era progettato inizialmente per SNES CD.
Nel 2016, dopo il recupero e l'analisi di un prototipo del sistema, è stato realizzato a livello amatoriale un gioco chiamato Super Boss Gaiden, che può funzionare su un emulatore; a parte un semplice demo realizzato in precedenza, è il primo gioco completo esistente per la piattaforma.

## Storia
In un'epoca in cui le capacità 2D delle console a 16 bit erano ormai al loro massimo, il passo successivo sembrava essere una piattaforma con capacità 3D e supporto CD. Nella concorrenza principale tra Super Nintendo e Sega Mega Drive, dove Nintendo aveva la supremazia, la prima a muoversi fu Sega che produsse la periferica Sega Mega CD, spinta forse più dalla necessità di rimontare contro la rivale che dall'effettiva maturità tecnologica. La Nintendo diretta da Hiroshi Yamauchi, in quanto dominatrice del mercato console, fu praticamente costretta a stare al passo e avviò il proprio progetto analogo, ufficializzato nella seconda metà del 1991, ma poté permettersi di attendere e valutare i risultati della concorrenza. Tra questioni commerciali e questioni tecniche, il progetto dello SNES CD subì molti ritardi, protraendosi fino al 1993.
Già dal 1988, prima dell'uscita del Super Nintendo, la Sony (all'epoca dedita principalmente ai sistemi audio e TV) aveva stretto un accordo in base al quale la Nintendo si impegnava a usare il brevetto Sony "PlayStation" (che in seguito evolverà nella celebre console PlayStation) in caso di produzione di accessori digitali di questo tipo.
L'accordo tuttavia pareva ora svantaggioso a Yamauchi, soprattutto perché la Sony avrebbe avuto troppo controllo su tutto il software prodotto su CD, tra l'altro potendo proporre anche tematiche adulte, contrariamente alla politica Nintendo di rivolgersi al pubblico di giovanissimi e famiglie.
Nel 1991 la Nintendo fece accordi con la Philips per sviluppare insieme la nuova periferica (la Philips ci guadagnò tra l'altro i diritti per convertire alcuni successi Nintendo per il proprio sistema CD-i). Prima della presentazione del progetto alla fiera WCES di Las Vegas, la Sony minacciò azioni legali in nome del precedente accordo. Yamauchi rimase fermo sull'accordo con Philips e allora la Sony dichiarò che avrebbe potuto proseguire autonomamente il progetto PlayStation, non basandolo più su una console Nintendo.
Nel 1992 la Nintendo annunciò ufficialmente lo SNES CD per il successivo Natale. Lo stesso anno però il progetto e l'alleanza con Philips vennero congelati per problemi tecnici e burocratici. Nintendo tornò invece a proporre alla Sony una nuova collaborazione per sviluppare l'accessorio in forma rinnovata, e la Sony accettò, mantenendo comunque per sé il progetto PlayStation.
Nel 1993 la Nintendo rivelò ufficialmente i primi dettagli sul lancio, tra i quali alcuni titoli previsti e il prezzo, fissato a 299$.
Lo stesso anno la Nintendo promise che avrebbe finalmente presentato la periferica alla prossima fiera SCES di Chicago, ma l'effettiva concretizzazione del progetto sembrava ormai poco credibile.
Allo SCES infatti la Nintendo non diede neppure le specifiche del sistema, si sapeva solo il suo probabile nome "Nintendo ND". La Nintendo of America dichiarò che si temporeggiava perché la Nintendo, a differenza di molte altre società, si lasciava guidare più dai possibili giochi che dalla potenza dell'hardware, e ancora i giochi su CD in commercio non sembravano veramente migliori degli altri.
Nel frattempo infatti si era visto l'insuccesso di sistemi simili come Sega Mega CD e CD-i, e in seguito si vedrà anche per 3DO e Amiga CD32. L'abbandono del progetto SNES CD era ormai sottinteso; alla stessa fiera la Nintendo puntò invece sulla presentazione ufficiale della tecnologia Super FX per cartucce più avanzate, che si dimostrò valida.
La Nintendo continuò a utilizzare soltanto le cartucce anche per la sua console della generazione successiva, il Nintendo 64.

## Prototipo

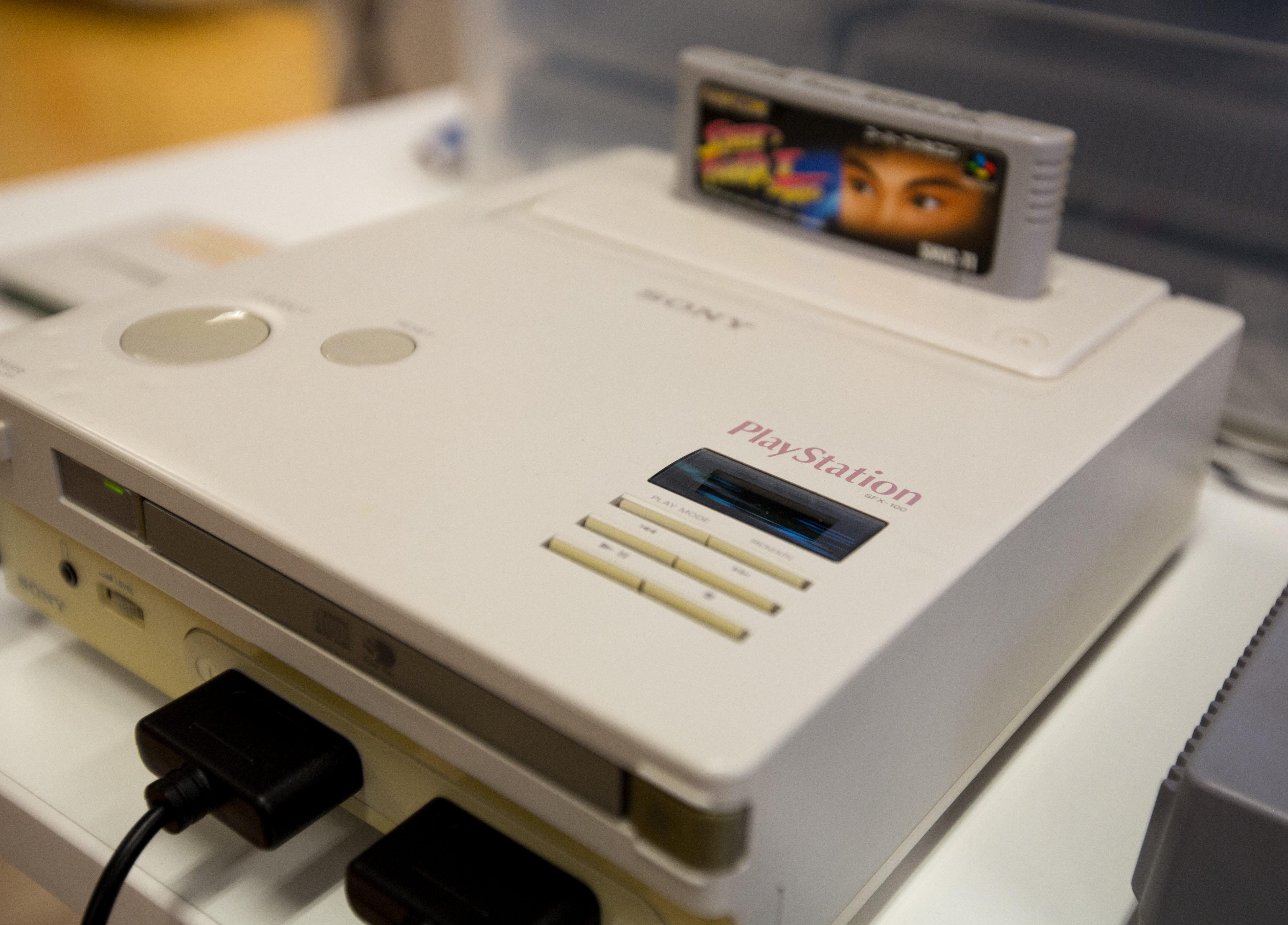
Il prototipo di Nintendo PlayStation con una cartuccia SNES inserita

Durante la prima collaborazione tra Nintendo e Sony, si dice che vennero prodotti 200 prototipi del primo sistema PlayStation della Sony basato sul Super Nintendo, oggi soprannominato "Nintendo PlayStation" per distinguerlo dalla successiva PlayStation. Di fatto solo nel 2015 è stato divulgato il recupero di un prototipo; si tratta di una console in blocco unico, marchiata Sony, che ha sia la porta cartucce SNES sia il lettore CD. Shūhei Yoshida della Sony non ne ha voluto confermare l'autenticità. La console è stata acquisita da un ex dipendente della banca statunitense Advanta quando l'azienda ha chiuso nel 2009; si suppone che fosse stata portata lì da uno dei dirigenti dell'Advanta, Ólafur Jóhann Ólafsson, che era stato amministratore delegato della Sony Interactive Entertainment ai tempi dello SNES CD. Col tempo la console recuperata è stata analizzata e riaccesa; può eseguire le cartucce SNES, mentre la cartuccia di sistema all'avvio mostra il logo "Super Disc" della Sony (copyright 1991).
Non esistono CD originali conosciuti, ma in seguito è stato riparato anche il lettore CD ed è stato possibile eseguire CD audio e programmi homebrew.
Nel 2020 il prototipo è stato acquistato all'asta da un imprenditore per ben 360.000$.